# Sanyo M 4500 KE
Sanyo M 4500 KE típusjelű rádió-magnó. Gyártó: Sanyo Electric Trading Co. Ltd., Japán.
A készülék négy hullámsáv vételére alkalmas rádiórésszel és 2x negyedsávos sztereófelvételre és lejátszásra alkalmas kazettás magnórésszel van felszerelve és sztereó végerősítővel egybeépítve. A rádiófrekvenciás egységgel URH sávon sztereóvétel is lehetséges. A hangfrekvenciás sztereó erősítőegység a kombinált sztereó felvevő/lejátszó magnóerősítőből és bemeneti fokozatból, valamint a sztereó végerősítőből áll. Mikrofonvételre lehetőség van a két beépített elektretmikrofonnal, illetve a kívülről csatlakoztatható a bemeneten keresztül. A felvételi kivezérlés szintjét csatornánként egy tranzisztorral és két diódával működő automata áramkör állítja be. A kivezérlési szintet két nagyméretű Depréz-műszer jelzi, ez kézzel nem szabályozható. A végerősítő kétutas beépített hangsugárzó rendszert táplál, de külső hangdobozokat is hozzá lehet kapcsolni. Sztereó fejhallgató is csatlakoztatható hozzá.

## Műszaki adatok és minőségi jellemzők

### Mechanikai adatok
- Üzemeltetési helyzet: vízszintes és függőleges
- Szalagtárolási rendszer: Compact Cassette
- Rögzíthető sávrendszer: 2x negyedsáv sztereó
- Lejátszható sávrendszerek: 2 x negyedsáv sztereó, félsáv mono
- Szalagsebesség: 4,76 cm/s ±2%
- Szalagsebesség-ingadozás: ±0,3%
- Gyorstekercselési idő C 60 kazettánál: 95 s
- Beépített motor: 1 db egyenáramú
- Szalaghosszmérés: háromjegyű számlálóval
- Külső méretek: 132 x 266 x 430 mm
- Tömege: 4,8 kg (telepek nélkül)

### Hangfrekvenciás átviteli jellemzők
- Használható szalagfajta: vas-oxidos, ferrokróm és króm-dioxidos
- Frekvenciaátvitel szalagról mérve 
  - 40...10 000 Hz ±3 dB (Fe2O3)
  - 40...12 500 Hz ±3 dB (CrO2)
  - 40...14 000 Hz ±3 dB (FeCr)
- Jel—zaj viszony szalagról mérve 1 kHz/0 dB jelnél: 
  - >= 42 dB (Fe2O3)
  - 44 dB (CrO2)
- Törlési csillapítás 1 kHz/0 dB jelnél: >= 60 dB
- Szalagról mért harmonikustorzítás feszültségkimeneten, 333 Hz/0 dB jelnél:
  - <= 5% (Fe2O3)
  - <= 3% (FeCr)
- A végerősítő frekvenciaátviteli sávja: 40...18 000 Hz —2 dB
- A végerősítő harmonikustorzítása 
  - 333 Hz/0 dB jelnél: <=6%
  - 1000 Hz/0 dB jelnél: <= 8%

### Üzemi adatok
- Felvételi és -lejátszási korrekció: 3180+120 µs/70 µs
- Törlő- és előmágnesező áram frekvenciája: 75 kHz ± 3 kHz
- Tápegyenfeszültség: 9 V
- A tápegyenfeszültség üzemi tűrése: +1 V/-1,5 V
- Telepkészlet: 6 db 1,5 V-os R 20-as góliátelem
- Hálózati tápfeszültség: 220 V, 50 Hz
- Teljesítményfelvétel hálózatból: 16 VA
- Megengedett hálózati feszültségingadozás: ±10 V

### Általános adatok
- Hangszínszabályozás lejátszáskor: —8 dB 10 kHz-en
- Hangfrekvenciás bemenetek 
  - mikrofon: 2 x 0,2 mV/2 kOhm
  - lemezjátszó: 2 x 2 mV/47 kOhm
  - rádió: 2 x 20...200 mV/22 kOhm
- Hangfrekvenciás kimenetek 
  - jelfeszültség: 2 x 500 mV...1 V/150 kOhm
  - fejhallgató: 2 x 15...150 ohm/3,4...0,25 V
  - hangszóró: 2 x 4 ohm/4 W
- Hangfrekvenciás kimeneti teljesítmény 
  - telepes üzemben: 
    - 2 x 2 W/4 ohm (szinuszos)
    - 2 x 2,5 W/4 ohm (zenei)

  - hálózati üzemben: 
    - 2 x 3 W/4 ohm (szinuszos)
    - 2 x 3,6 W/4 ohm (zenei)
- Beépített hangszóró: 2 db 4 Q/4 W (széles sávú) + 2 db 4 Q/2 W (magassugárzó)
- Kivezérlésmérő: 2 db 150 µA-es Depréz-műszer

### Rádiófrekvenciás adatok
- Vételi sávok 
  - középhullám (525...1605 kHz)
  - rövidhullám I. (5,95...12 MHz)
  - rövidhullám 11. (12...23 MHz)
  - CCIR normás URH (87...108 MHz)
- Vételi érzékenység 
  - középhullámon 800 µV/m
  - rövidhullámon 200 µV/m
  - URH-n 10 µV
- Vételi szelektivitás 
  - középhullámon >= 28 dB
  - rövidhullám 1.-en >= 25 dB
  - rövidhullám II.-n >= 20 dB
  - URH-n >= 32 dB
- Frekvenciaátvitel rádióműsor-vételnél 
  - AM sávon: 100...3000 Hz —2 dB
  - FM sávon: 100...10 000 Hz —2 dB
- Demodulációs torzítás 
  - AM sávon: <= 2,8%
  - FM sávon: 
    - <= 2,2% (sztereóüzemben)
    - <= 1,8 (monóüzemben)

### Szolgáltatások
- Automata szalagvégkapcsoló: van
- AFC áramkör URH vételnél: van
- Automata felvételi kivezérlés: van
- Kézi kivezérlésszabályozási lehetőség: nincs
- Beépített elektretmikrofon: van (2 db)
- Felvételi együtthullgatás: van
- Külső tápforrás-csatlakozó: van (kétféle, AC/DC)
- Pillanat-állj távvezérlés: van
- Műsor-gyorskereső üzemmód: van

### Beépített erősítőelemek
- Tranzisztorok: 1 db 2 SC 1674, 1 db 2 SC 930, 2 db 2 SB 22, 5 db 2 SC 945, 2 db 2 SC 693, 4 db 2 SC 536
- Integrált áramkörök: 1 db µPC 1018, 1 db HA 11227, 2 db LA 3210, 2 db LA 4112

### Mechanikus beállítási adatok
- A gumigörgő nyomóereje felvétel/lejátszás üzemmódban: 320...400 cN
- A felcsévélő tengelycsonk forgatónyomatéka felvétel/lejátszás üzemmódban: 45...75 cN
- A csévélő tengelycsonkok csévélőnyomatéka gyorskercselésnél:
  - jobb oldali: 70...120 cN
  - bal oldali: 70...120 cN
- Az automata szalagvégkapcsoló mechanikus érzékelőjének nyomatéka: 35 cN
- A hajtómotor fordulatszám-szabályozása: ±2% (a motorházba épített elektronikus szabályozó-áramkörrel)

### Áramfelvételi adatok
- Üresjáratban: 15 mA
- Gyorstekercselésnél: 220 mA ± 25 mA
- Lejátszás üzemben: 170 mA ± 30 mA
- Felvételi üzemben: 260 mA ± 20 mA
- Felvétel a beépített rádióból közepes monitorra nél: 400 mA ± 30 mA
- Rádióműsor-hallgatás legnagyobb hangerőnél: 300 mA

### Elektromos beállítások
- Előmágnesező áram: 0,8 mA (Fe2O3), 1,8 mA (CrO2)
- Előmágnesező feszültség: 80 mV/180 mV
- Az előmágnesezés állíthatósága: ±10 mV
- Törlés: nagyfrekvenciás
- Törlőfeszültség: 12 V±3 V
- Beépített fejek: 1 db félsávos törlőfej, 1 db 2 x sávos sztereó kombináltfej (mindkettő lágy premalloyból készült fejmaggal)

### Rádiófrekvenciás beállítások
- AM középfrekvencia: 460 kHz
- FM középfrekvencia: 10,7 MHz
- Az AM oszcillátorok hangolása: a rádiófrevenciás adatoknál megadott vételi sávok szélső frekvenciáin
- Az AM modulátorok hangolása: 
  - 550/1500 kHz (KH)
  - 3 MHz/22 MHz (RH)
- Az FM oszcillátor hangolása: 87,5 MHz/107,5 MHz
- Az FM modulátor hangolása: 87 MHz/108 MHz